# Monster Beverage
Monster Beverage — американська корпорація з виробництва напоїв, яка виробляє такі енергетичні напої як Monster Energy, Relentless і Burn. Компанія спочатку була заснована як Hansen's у 1935 році в Південній Каліфорнії, продаючи сокові напої. Компанія перейменувалася в Monster Beverage у 2012 році. У 2015 році компанія продала свій бізнес із виробництва соків та газованих напоїв Hansen's та інші бренди неенергетичних напоїв компанії Coca-Cola у 2015 році.
Станом на травень 2012 року Monster займав майже 35 % американського ринку енергетичних напоїв, що оцінювався у $31,9 млрд.

## Історія
Компанія Hansen's була заснована 1935 року. У 1930-х роках Губерт Гансен та його три сини почали продавати сік кіностудіям та роздрібним торговцям у Південній Каліфорнії під брендом Hansen's. У 1970-х Тім Гансен (онук Губерта) розширив лінійку товарів, додавши нові смаки газованих напоїв та соків.
5 січня 2012 року акціонери погодилися змінити назву компанії з Hansen's Natural на корпорацію Monster Beverage, отримавши новий тікер для біржі NASDAQ — MNST.
У січні 2022 року компанія придбала CANarchy Craft Brewery за $330 млн.